# Glyptopimpla watanabei
Glyptopimpla watanabei är en stekelart som först beskrevs av Setsuya Momoi 1963.  Glyptopimpla watanabei ingår i släktet Glyptopimpla och familjen brokparasitsteklar. Inga underarter finns listade i Catalogue of Life.